# Седьмое правительство Бриана
Седьмое правительство Бриа́на — кабинет министров, правивший Францией 361 дней с 16 января 1921 года по 12 января 1922 года, в период Третьей французской республики, в следующем составе:
- Аристид Бриан — председатель Совета министров и министр иностранных дел;
- Луи Барту — военный министр;
- Пьер Марро — министр внутренних дел;
- Поль Думер — министр финансов;
- Шарль Даниэль-Винсан — министр труда;
- Лоран Бонневей — министр юстиции;
- Габриэль Жюст’о — морской министр;
- Леон Берар — министр общественного развития и искусств;
- Андре Мажино — министр военных пенсий, предоставлений и пособий;
- Эдмон Лефевр дю Прей — министр сельского хозяйства;
- Альбер Сарро — министр колоний;
- Ив Ле Трокер — министр общественных работ;
- Жорж Лереду — министр Гигиены, Благотворительности и условий социального обеспечения;
- Люсьен Диор — министр торговли и промышленности;
- Луи Люшё — министр освобожденных областей.